# William Villiers (2e comte de Jersey)
William Villers, 2e comte de Jersey (v. 1682 - 13 juillet 1721), titré vicomte de Villiers de 1697 à 1711, est un pair et homme politique anglais de la famille Villiers.

## Biographie
Il est le fils d'Edward Villiers (1er comte de Jersey), et de son épouse Barbara (née Chiffinch). Il représente le Kent à la Chambre des communes de 1705 à 1708. En 1711, il succède à son père dans le comté.
En 1703, il part en voyage en Italie (Grand Tour) et commande à Massimiliano Soldani Benzi une médaille de bronze.
Le 22 mars 1704, il épouse Judith Herne, fille de Frederick Herne et Elizabeth Lisle. Ils ont trois enfants:
- Barbara Villiers (25 août 1706 - d.   1761), marié d’abord à William Blackett, 2e baronnet. Elle épouse en secondes noces, Bussy Mansell, 4e baron Mansell.
- William Villiers (3e comte de Jersey) (8 mars 1707 - déc. 1769)
- Thomas Villiers (1er comte de Clarendon) (19 juin 1709 - déc. 1786)